# Vokovice

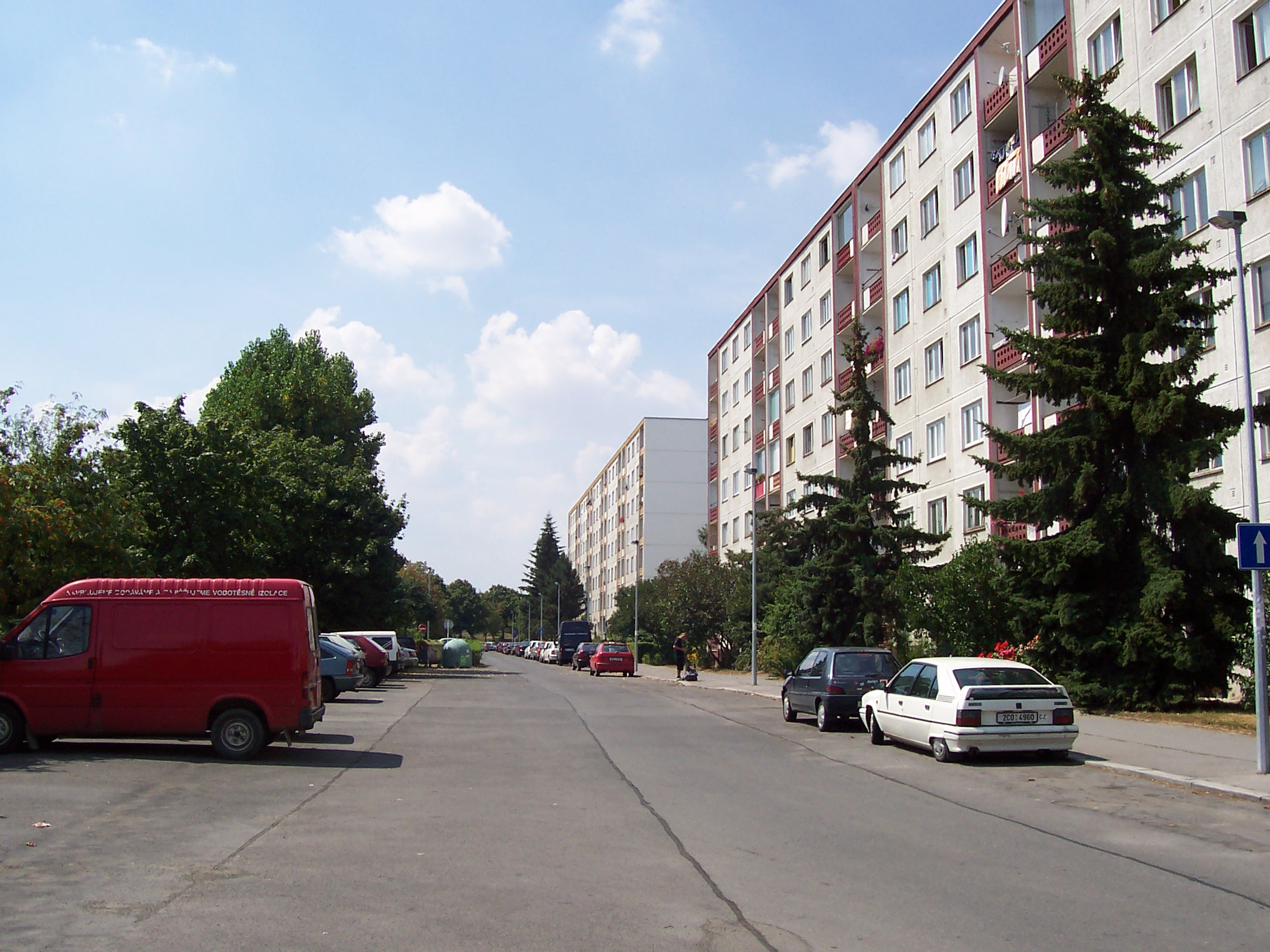
Straat in Vokovice

Vokovice is een wijk in de Tsjechische hoofdstad Praag. De wijk behoort tot het gemeentelijke district Praag 6. Tot 1922 was Vokovice een zelfstandige gemeente. Op dat moment had Vokovice 2021 inwoners, nu heeft de wijk 11.230 inwoners (2006).
Tegen Vokovice aan ligt het natuurreservaat Divoká Šárka, het grootste recreatiegebied van Praag.